# 侏羅紀蝦
侏羅紀蝦（學名Laurentaeglyphea neocaledonica），是一種相信是於侏羅紀時期已經存在的蝦，屬於雕蝦科的侏羅紀蝦屬。過往雕蝦科曾一度被認為是於6千萬年前經已滅絕的生物。但於2006年，在澳洲及新喀里多尼亞之間的珊瑚海，發現了這品種的活蝦，並被認為是「活化石」。

## 發現
2005年法國科學家Bertrand Richer de Forges在珊瑚海水域進行海山的研究，他們在接近400米的水深處拖網，並發現了這種從未見過的品種。這種蝦被命名為Laurentaeglyphea neocaledonica，意思是「在新喀里多尼亞的新雕蝦」，而中文名稱為侏羅紀蝦是指因其歷史的久遠至侏羅紀時期。
被發現的是一頭長約12厘米的雌性侏羅紀蝦，介乎於小蝦與龍蝦之間。全身長滿紅色斑點，腳部結實，眼睛巨大，因而相信牠們需要光線來捕捉食物。

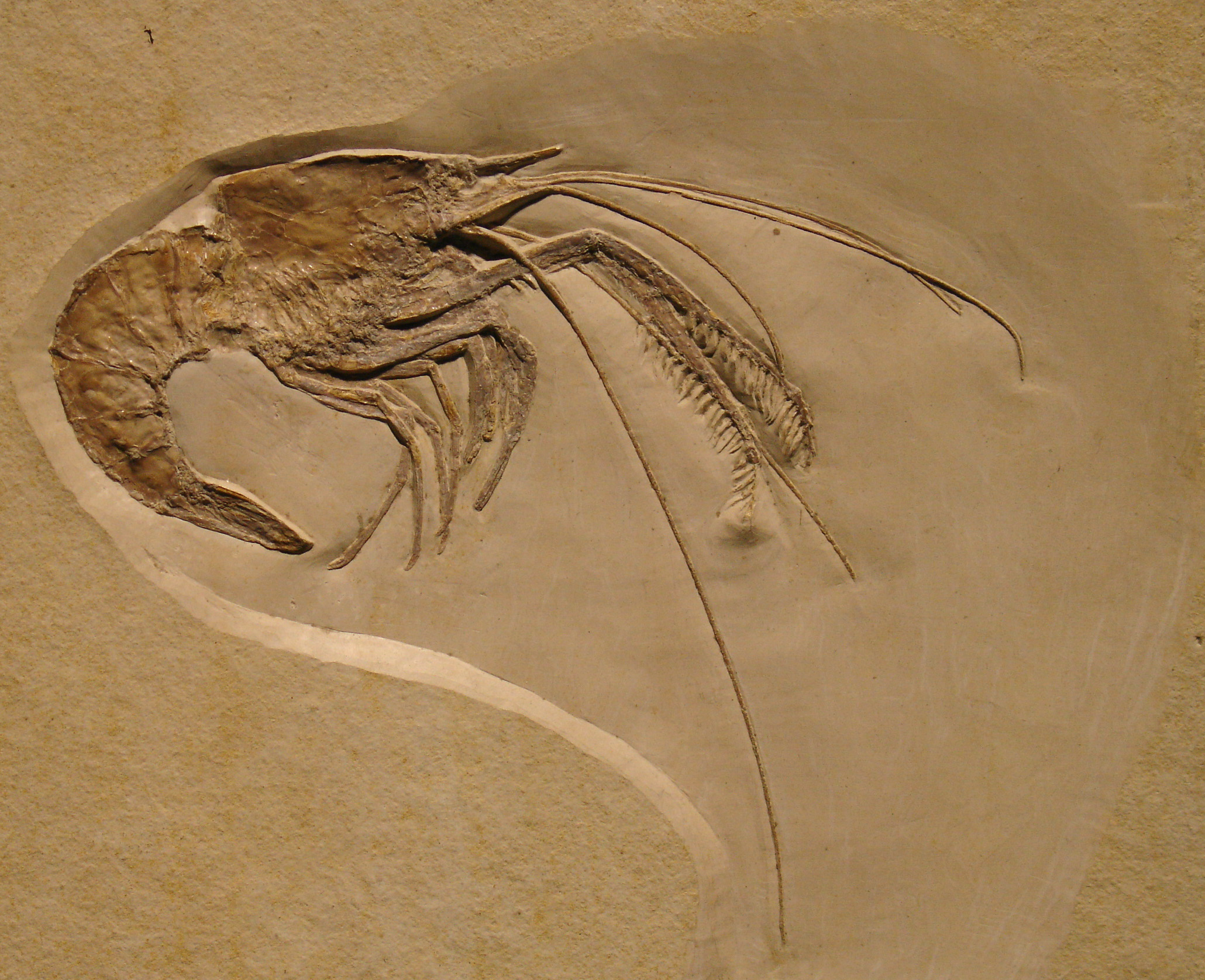
Mecochirus longimanatus
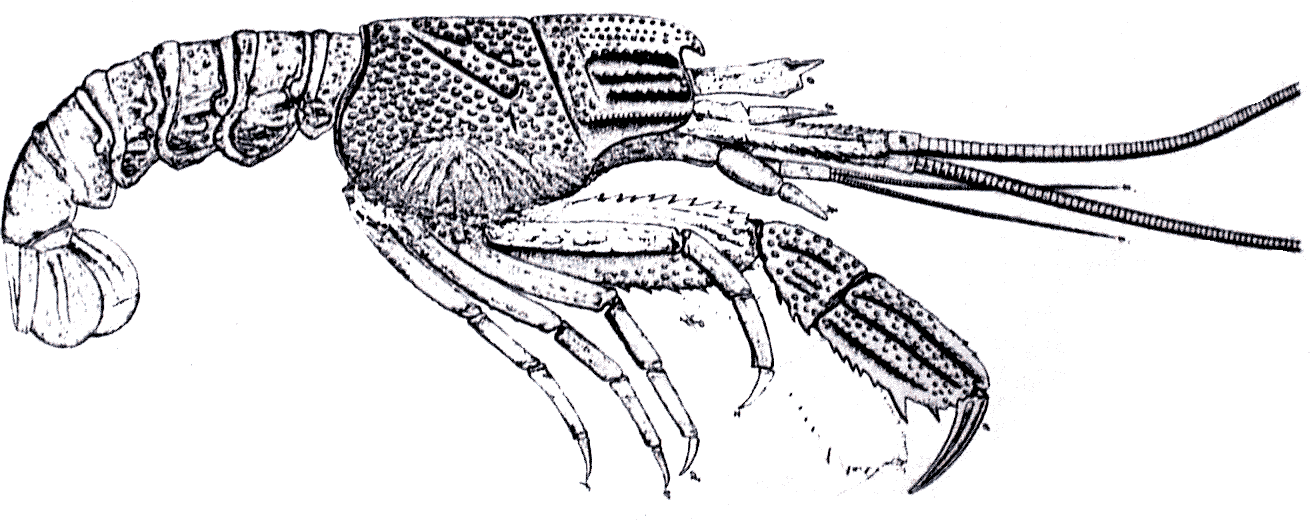
Glyphea pseudastacus (侏羅紀)